# Channel Islands Electricity Grid
Le Channel Islands Electricity Grid est la société commune créée en 1998 entre Guernsey Electricity et Jersey Electricity pour exploiter et gérer les câbles sous-marins entre l'Europe continentale (Normandie) et les îles Anglo-Normandes.
Le Channel Islands Electricity Grid poursuit le développement du réseau de câbles sous-marins, avec des connexions supplémentaires entre les îles et la France en cours de conception. Ces câbles sous-marins offriront à Guernesey et à Jersey une plus grande sécurité à un meilleur prix, car ils permettront aux îles d'augmenter la quantité d'énergie importée.
Des accords à long terme avec Électricité de France garantissent l'importation d'une électricité à faible empreinte carbone.
En coopérant par l'intermédiaire du Channel Islands Electricity Grid, les îles peuvent travailler ensemble à l'amélioration de la fiabilité du réseau électrique.

## Interconnexions par câbles sous-marins
| Nom         | Durée opérationnelle | Itinéraire                                          | Longueur | Capacité | Statut            | Remarques |
| ----------- | -------------------- | --------------------------------------------------- | -------- | -------- | ----------------- | --- |
| Normandie 2 | 2000–présent         | Saint-Rémy-des-Landes, France vers Jersey           | 17 km    | 90 MW    | En fonctionnement | Le câble contient des câbles à fibres optiques                                                                                 |
| GJ1         | 2000–présent         | Jersey vers Guernesey                               | 37 km    | 60 MW    | En fonctionnement | Le câble contient trois câbles à fibres optiques de 24 fibres chacun.                                                          |
| Normandie 3 | 2014–présent         | Armanville (Pirou), France vers Jersey              | 32 km    | 100 MW   | En fonctionnement | |
| Normandie 1 | 2017–présent         | Surville vers Jersey                                | 27 km    | 100 MW   | En fonctionnement | Les travaux ont commencé en 2016. Suit le même itinéraire que EDF1 à un coût de £40m; entré en fonctionnement en février 2017. |
| GJ2         |                      | Saint Peter, Jersey vers Petit Bot, Guernesey       | 38 km    | 100 MW   | En attente        | |
| FAB Link    |                      | France vers Aurigny vers Grande-Bretagne (FAB Link) | 220 km   | 1 400 MW | Prévu             | |
|             |                      |                                                     |          |          |                   | |
| EDF1        | 1984-2012            | France vers Jersey                                  | 27 km    |          | Supprimé          | Câble défectueux remonté en 2016 à des fins de recyclage                                                                       |

## Futur
- Vraisemblable - France vers Guernesey [12]
- Improbable - Guernesey vers Sercq [13]